# Hexan
Hexanul este un alcan cu șase atomi de carbon în moleculă și cu formula chimică C6H14. 
Termenul se poate referi la oricare dintre cei cinci izomeri structurali, sau la un amestec al lor; totuși, în nomenclatura IUPAC, termenul hexan face referire doar la izomerul normal-hexan (n-hexan), ceilalți patru fiind derivați metilați ai pentanului și butanului. Ciclohexanul nu este izomer cu hexanul.
Hexanii sunt componente importante din benzină. Toate sunt lichide incolore în condiții normale de temperatură și presiune, fără miros în stare pură, cu punctele de fierbere între 50 ° și 70 °C. Sunt folosiți de cele mai multe ori ca solvenți nepolari, fiind ieftini,  relativ siguri, foarte nereactivi și ușor de evaporat.

## Producere
Hexanii sunt produși de cele mai multe ori prin rafinarea țițeiului. Compoziția exactă a părților de hidrocarburi depinde de sursa de unde a fost colectat țițeiul, dar și de constrângerile rafinării. 

## Proprietăți

### Fizice
Toți alcanii sunt incolori.  Punctele de fierbere ale diferiților hexani sunt oarecum similare și, la fel ca și în cazul alcanilor, scad odată cu creșterea numărului de ramificații. Punctele de topire sunt destul de diferite, și nu există o regulă generală pentru ele.
| Izomer                      | Pct. de topire (°C) | Pct. de fierbere (°C) |
| --------------------------- | ------------------- | --------------------- |
| n-hexan                     | −95,3               | 68,7                  |
| 3-metilpentan               | −118,0              | 63,3                  |
| 2-metilpentan (izohexan)    | −153,7              | 60,3                  |
| 2,3-dimetilbutan            | −128,6              | 58,0                  |
| 2,2-dimetilbutan (neohexan) | −99,8               | 49,7                  |

## Izomeri
Există cinci izomeri pentru n-hexan:
| Nume comun           | Nume IUPAC        | Formula              | Formula structurală |
| -------------------- | ----------------- | -------------------- | ------------------- |
| normal hexan n-hexan | hexan             | CH3(CH2)4CH3         |                     |
| izohexan             | 2-metilpentan     | (CH3)2CH(CH2)2CH3    |                     |
|                      | 3-metilpentan     | CH3CH2CH(CH3)CH2CH3  |                     |
|                      | 2,3-dimetilbutan  | CH3CH(CH3)CH(CH3)CH3 |                     |
| neohexan             | 2,2-dimetillbutan | CH3C(CH3)2CH2CH3     |                     |